# Nocellara del Belice
La Nocellara del Belice è una cultivar di olivo che si produce in Sicilia occidentale, in particolare nel territorio della Valle del Belice.
Si tratta di una cultivar a duplice attitudine e ha un livello di produttività molto buono, non soggetto ad alternanza, con una resa dell'olio medio-alta e un'acidità molto bassa. L'albero di Nocellara ha vigoria media, portamento espanso e chioma mediamente espansa. È una varietà autoincompatibile e per l'impollinazione si fa generalmente ricorso a varie altre cultivar, in special modo la Giarraffa e la Pidicuddara. Produce un olio dal profumo interessante e dal gusto particolarmente inteso e corposo, fruttato e con sentori di pomodoro verde, mandorla e carciofo. È il componente principale dell'olio Valle del Belice DOP (almeno 70%), che è considerato uno degli oli di oliva con la maggior concentrazione di polifenoli e fotosteroli.
Produce inoltre una particolare oliva da mensa, l'Oliva Nocellara del Belice DOP.
È quindi l'unico cultivar in Europa ad avere due DOP per la stessa varietà: "Valle del Belìce" per l'olio (GUCE L. 273 del 21.08.04) e "Nocellara del Belìce" per l'oliva da mensa (GUCE L. 15 del 21.01.98).